# カキツバタ
カキツバタ（燕子花、杜若、Iris laevigata）はアヤメ科アヤメ属の植物である。

## 分布
シベリア南部から日本にかけて分布する。具体的にはロシア（イルクーツク州、サハ共和国、旧チタ州、ブリヤート共和国; アムール州、沿海地方、クリル諸島(= 千島列島)、サハリン州、ハバロフスク地方）、中華人民共和国（南中央部、満州、北中央部）、朝鮮、日本（北海道から九州）に見られ、さらにオーストラリア西部にも持ち込まれている。

## 解説
カキツバタは湿地に群生し、毎年5月から6月にかけて紫色の花を付ける。内花被片が細く直立し、外花被片（前面に垂れ下がった花びら）の中央部に白ないし淡黄色の斑紋があることなどを特徴とする。
愛知県の県花でもあり、それは三河国八橋（現在の知立市八橋町）が『伊勢物語』で在原業平がカキツバタの歌を詠った場所とされることに由来している。
江戸時代の前半には既に多くの品種が成立しており、古典園芸植物の一つでもあるが、江戸時代後半にはハナショウブが非常に発展して、カキツバタはあまり注目されなかった。現代では再び品種改良が進められている。
漢字表記の一つ「杜若」は、本来はヤブミョウガという別種の漢名（「とじゃく」と読む）であったが、カキツバタと混同されたものである。
草高は50 - 80 cm程。

## 見分け方
アヤメ（Iris sanguinea）が比較的乾燥している場所を好むのに対し、カキツバタは湿地を好む。葉幅はアヤメのほうが狭く、カキツバタのほうが広い（ハナショウブは両者の中間）。
花弁の付け根は、アヤメは網目模様、カキツバタは白い一筋の線、ハナショウブは黄色になっている。

## 人との関わり

### 保全状況評価
準絶滅危惧（NT）（環境省レッドリスト）
2007年（平成19年）8月レッドリスト。以前の環境省レッドデータブックでは絶滅危惧II類（VU）。

### 美術作品

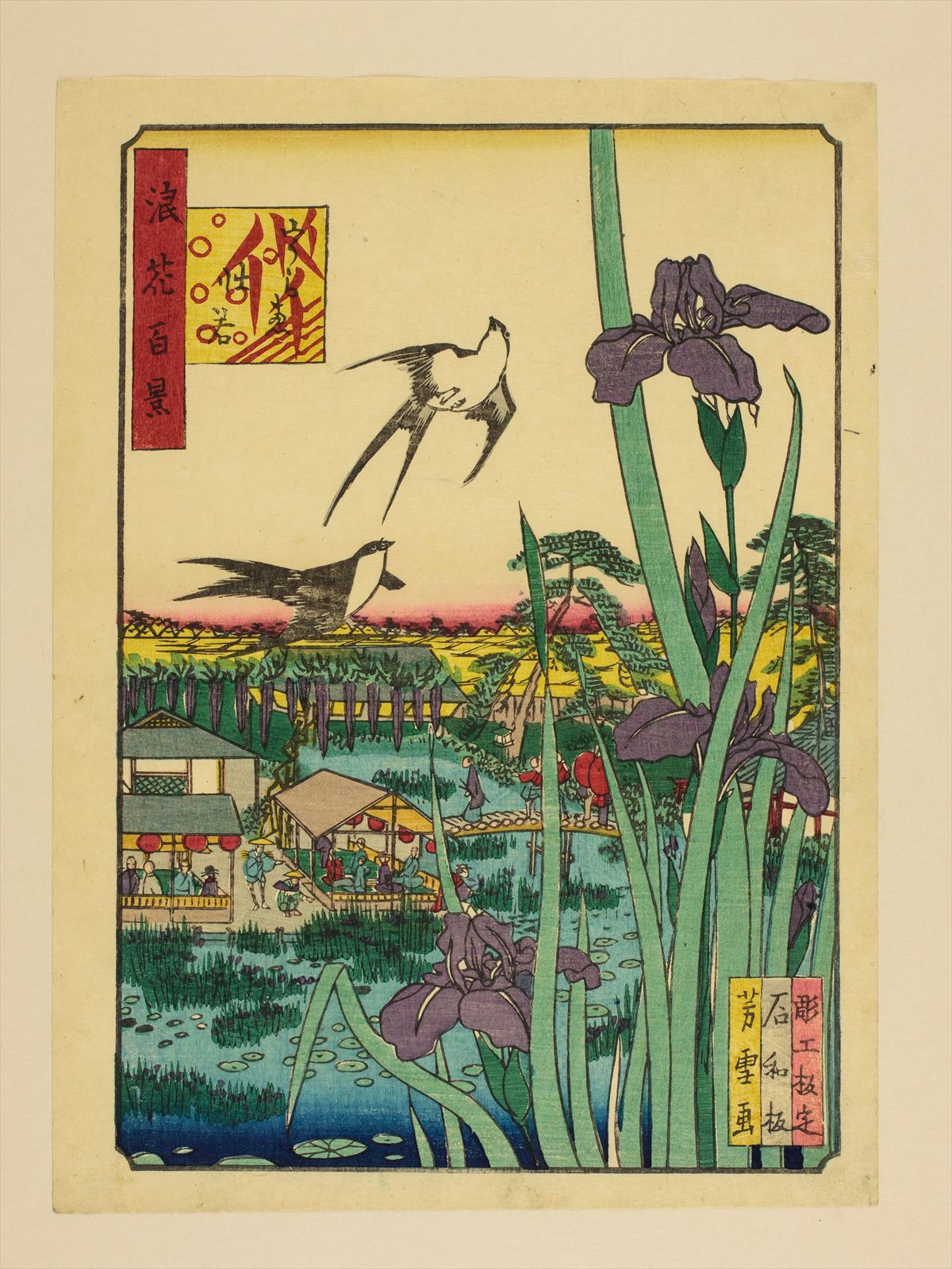
うらえ杜若 南粋亭芳雪/画　『浪花百景』

カキツバタを描いた美術作品には尾形光琳の「燕子花図屏風」などがある。

### 音楽作品
- Pii「カキツバタ」（作詞/作曲/編曲 Yamanashi Ayumi & Sera Masumi）[7]

|                                        |  |
| 尾形光琳「燕子花図屏風」（根津美術館） |  |

### シンボル
- 愛知県 - 県花に指定されている。
- 刈谷市 - 市の花に指定されている。
- 知立市 - 市の花に指定されている。

## ギャラリー

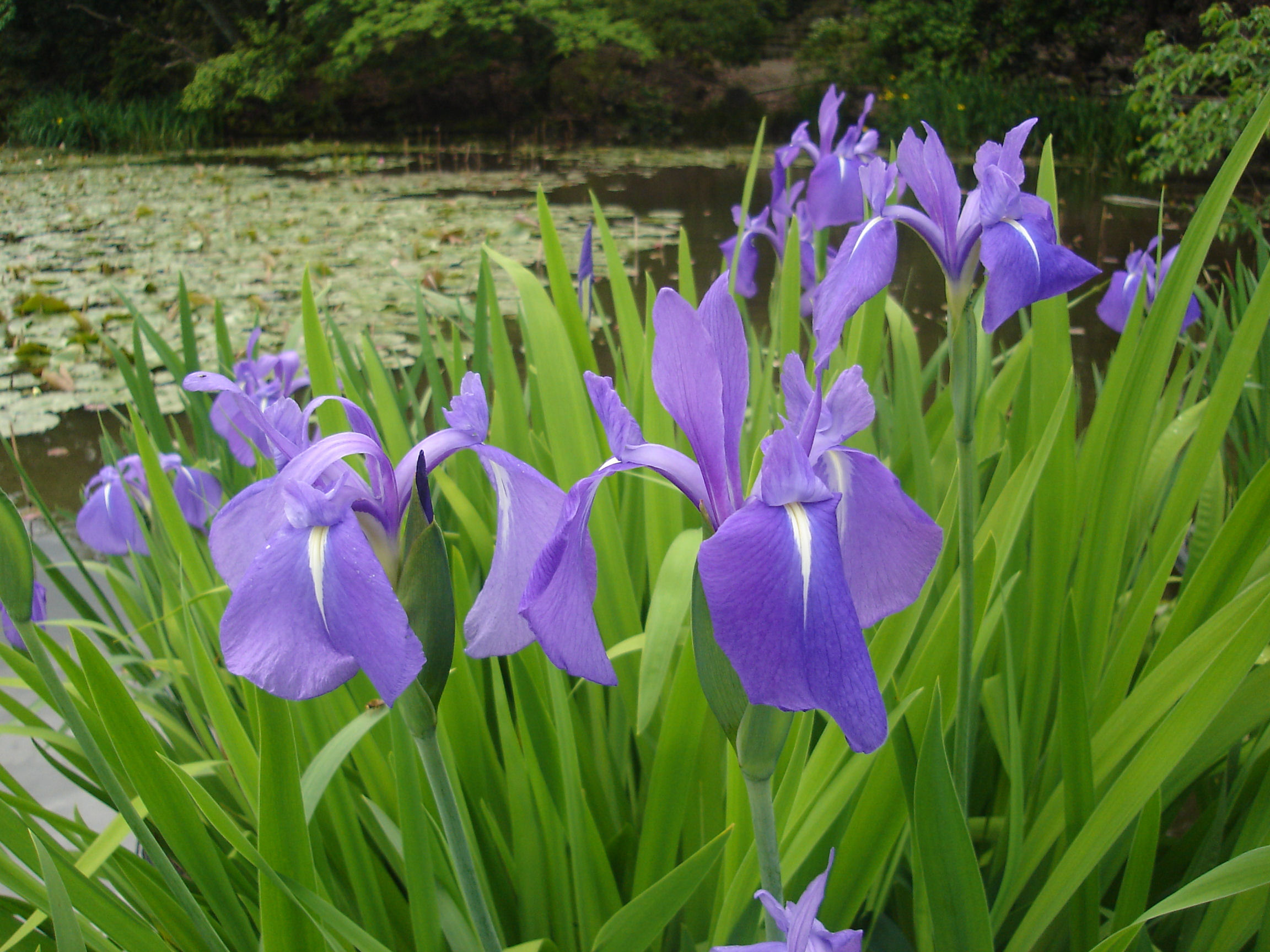
勧修寺氷室池
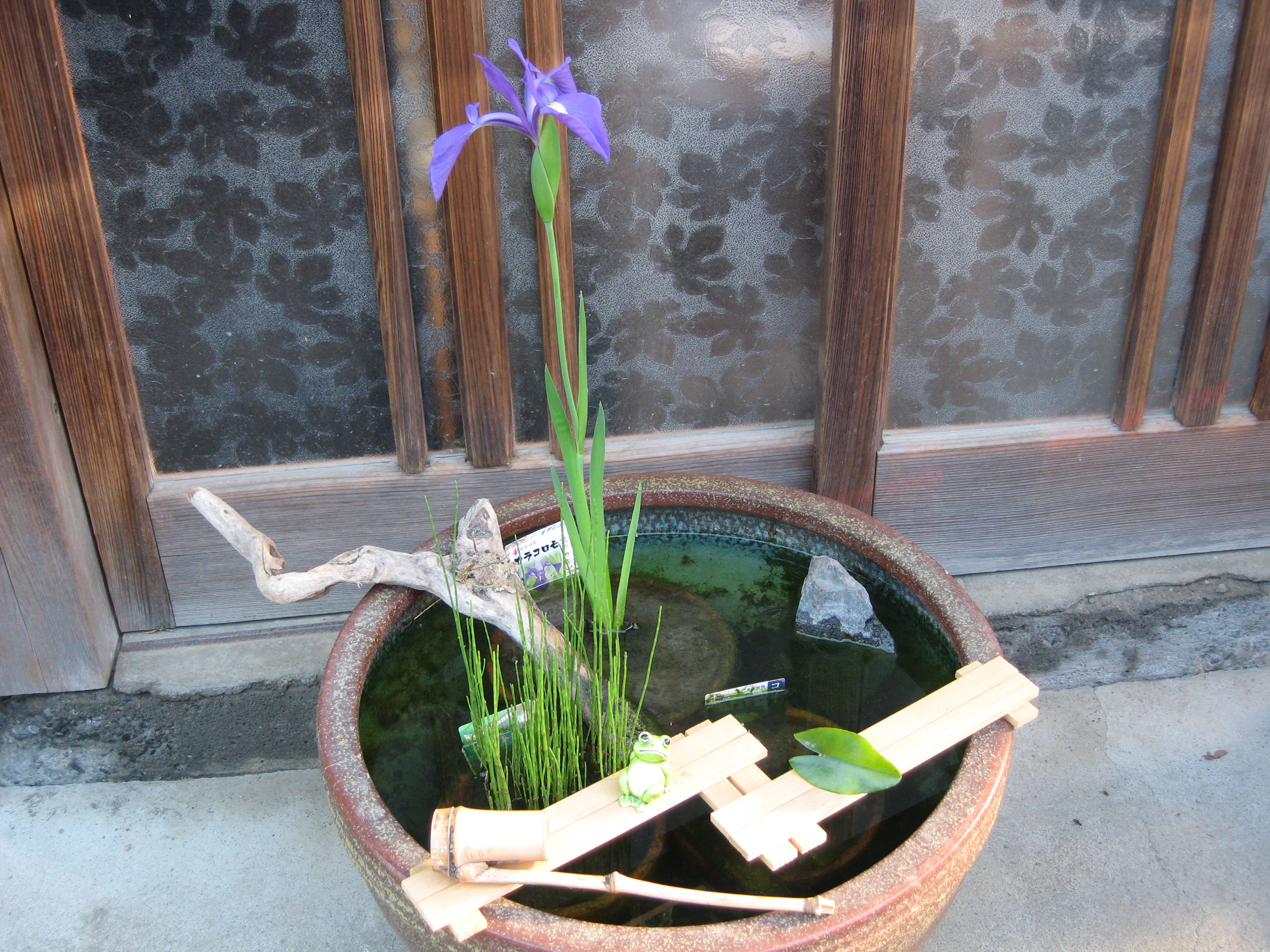
睡蓮鉢でのカキツバタ（カラコロモ）